# Cleora siderata
Cleora siderata là một loài bướm đêm trong họ Geometridae.